# Statue d'Héraclès (Arcachon)
La statue d'Héraclès dans le parc Mauresque d'Arcachon, en Gironde, est installée en 1948 afin de commémorer les actions de la Résistance française dans la lutte contre les forces d'occupation allemandes pendant la Seconde Guerre mondiale. Œuvre du sculpteur arcachonnais Claude Bouscau, ce nu haut de 3,1 mètres représente l'ancien héros grec Héraclès après qu'il a vaincu le lion de Némée. 
La statue est surtout connue pour des questions liées à la taille et au vol du pénis du héros.

## Installation
La ville d'Arcachon, en Gironde, cherche à commémorer les efforts de la Résistance française pendant la Seconde Guerre mondiale. Le sculpteur Claude Bouscau est invité à concevoir une sculpture qui serait exposée au parc Mauresque de la ville,. Bouscau propose alors deux reliefs représentant les figures de « Victoire  » et « Résistance », ainsi qu'une boule de feu. La ville rejette cette suggestion jugée trop chère. Bouscau propose donc l'érection d'une de ses œuvres déjà existantes, une statue du héros grec Héraclès.  
La sculpture en marbre de 3,1 mètres représente Heraclès triomphant du lion de Némée, le premier de ses douze travaux, ici symbole de la victoire alliée sur l'Allemagne nazie. La statue a été réalisée par Bouscau en Italie avant la guerre, avec pour modèle un opposant au dictateur fasciste Benito Mussolini. Il représente le demi-dieu nu, portant la peau du lion comme une cape. Sa main droite tient, derrière son dos, le bâton qui a étourdi l'animal tandis que sa main gauche brandit deux serpents. La statue est approuvée et inaugurée dans le parc le 22 août 1948. 

## Démêlés autour du pénis de la statue
Peu après son installation, Bouscau raccourcit son pénis à deux reprises, après des plaintes ; Héraclès est pourtant considéré comme modèle de virilité.
Le pénis de la statue est volé puis perdu à plusieurs reprises. En 2016, le bureau du maire détient un moule de pénis qui permet d'en fabriquer de nouveaux. Le maire Yves Foulon déclare alors : « Je ne souhaite à personne, même à mes pires ennemis, ce qui arrive à cette statue » et l'absence de pénis a fait honte au conseil lors de certaines cérémonies célébrées à la[pas clair] statue.
En 2016, le conseil décide de ne plus remplacer le pénis. En revanche, un pénis amovible est fabriqué et ajouté lors des évènements relatifs à cette statue. La maire adjointe Martine Phellipot déclare : « Nous avons choisi la possibilité de faire une prothèse amovible qui est placée sur la statue avant chaque cérémonie. C'est la seule manière d'éviter constamment de courir après son anatomie ». Ce pénis amovible est réalisé par Christophe Thomas Castelnau, artiste employé par le conseil municipal. Le pénis est vissé dans la statue ; en son absence, il ne reste qu'une tige en inox. Après une réclamation de la fille de Claude Bouscau, jugeant cette tige « très vilaine », le dispositif est remplacé par deux aimants, qui maintiennent le sexe de la statue de façon plus discrète.